# Jo Siffert
Joseph Siffert (Friburgo, 7 de julho de 1936 — Brands Hatch, Kent, 24 de outubro de 1971) foi um automobilista suíço.
Siffert era filho de um empresário do ramo de laticínios. Inicialmente começou sua carreira correndo sobre duas rodas, no campeonato suíço de motocicletas de 350cc em 1959, e depois mudando para quatro rodas com um Fórmula Júnior Stanguellini. Carinhosamente chamado de "Seppi" por seus familiares e amigos mais íntimos, Siffert iniciou na Fórmula 1 em 1962 com uma Team Lotus-Coventry Climax de quatro cilindros, mais tarde pilotando para a escuderia de bandeira suíça Filipinetti e em 1964 juntou-se à equipe particular britânica de corrida de Rob Walker (Rob Walker Racing Team).
Em 1968, Siffert entrou para a história da Fórmula 1 ao vencer o Grande Prêmio da Grã-Bretanha em Brands Hatch em uma Lotus 49B da Rob Walker Racing Team, deixando a Ferrari pilotada por Chris Amon em segundo lugar, depois de uma longa disputa.
Enquanto que os bons desempenhos de Siffert na Fórmula 1 aconteciam lentamente, sua fama surgiu rapidamente ao pilotar o carro para a indústria Porsche no Campeonato Mundial de Sportscar. Em 1968, Siffert e Hans Herrmann venceram as 24 Horas de Daytona e as 12 Horas de Sebring em um Porsche 907, conseguindo a primeira grande vitória para a companhia.
Mais tarde, as apresentações de Siffert dirigindo um Porsche 917 foram legendárias, conseguindo ele vencer as principais corridas na Europa. Além disso, Siffert foi escolhido pela Porsche para ajudar a desenvolver o seu programa para a Canadian-American Challenge Cup (CanAm), pilotando um Porsche 917PA spyder em 1969 e terminando em quarto no campeonato apesar das poucas participações.
Em 1970 ele se associou com Brian Redman para pilotar um Porsche 908/3 na vitória em Targa Florio. Naquele mesmo ano, a Porsche foi à falência e Siffert foi trabalhar para a March Engineering F1, uma vez que a companhia alemã não queria perder um de seus pilotos de destaque para a rival Ferrari. Sua associação com a March na Fórmula 1 foi desastrosa, de modo que ele ficou contente por ter que se juntar ao piloto de corrida Pedro Rodríguez da BRM na temporada seguinte.
Jo Siffert venceu o Grande Prêmio da Áustria de 1971, mas acabou perdendo a vida em um acidente fora do campeonato, em Brands Hatch, o mesmo local de sua primeira e maior vitória. A suspensão de sua BRM havia sido danificada, na primeira volta, em um choque com Ronnie Peterson a acabou mais tarde se partindo. A BRM bateu e Siffert não conseguiu deixar o carro em chamas.
Este acidente levou a uma rápida revisão da segurança dos carros e do circuito. Na posterior investigação do RAC (Royal Automobile Club - uma representação britânica da FIA naquele tempo), ficou descoberto, que apesar dos ferimentos por ele sofrido não serem fatais, Siffert morreu por falta de oxigenação e inalação de fumaça tóxica. Nenhum dos extintores de incêndio próximos ao local do acidente funcionou: e ficou impossível se alcançar o carro e retirar Siffert. Depois deste fato tornou-se obrigatório a presença de extintores no interior dos carros (usando BCF: Bromoclorodifluorometano: um produto aeronáutico) e tubo de oxigênio para os pilotos, diretamente em seus capacetes.
Seu funeral na Suíça foi acompanhado por 50 000 pessoas e um Gulf-Porsche 917 da equipe John Wyer acompanhou o cortejo.
Em 2005 foi realizado um documentário de 90 minutos sobre sua vida pelo diretor Men Lareida: Jo Siffert - vida rápida, morte jovem "DVD".

## Todos os Resultados de Jo Siffert na Fórmula 1
(Legenda: Corridas em negrito indicam pole position e corridas em itálico indicam volta mais rápida)
| Ano  | Equipe                                | Chassis      | Motor                | Pneus | 1       | 2       | 3       | 4       | 5       | 6       | 7        | 8       | 9       | 10      | 11      | 12     | 13      | Pontos | Posição  |
| ---- | ------------------------------------- | ------------ | -------------------- | ----- | ------- | ------- | ------- | ------- | ------- | ------- | -------- | ------- | ------- | ------- | ------- | ------ | ------- | ------ | -------- |
| 1971 | Yardley Team BRM                      | BRM P153     | BRM P142 V12         | F     | AFS Ret |         |         |         |         |         |          |         |         |         |         |        |         | 19     | 5º       |
| 1971 | Yardley Team BRM                      | BRM P160     | BRM P142 V12         | F     |         | ESP Ret | MON Ret | HOL 6º  | FRA 4º  | GBR 9º  | ALE Ret  | AUT 1º  | ITA 9º  | CAN 9º  | EUA 2º  |        |         | 19     | 5º       |
| 1970 | March Engineering                     | March 701    | Ford Cosworth DFV V8 | F     | AFS 10º | ESP NQ  | MON 8º  | BEL 7º  | HOL Ret | FRA Ret | GBR Ret  | ALE 8º  | AUT 9º  | ITA Ret | CAN Ret | EUA 9º | MEX Ret | 0      | NC (26º) |
| 1969 | Rob Walker Jack Durlacher Racing Team | Lotus 49B    | Ford Cosworth DFV V8 | F     | AFS 4º  | ESP Ret | MON 3º  | HOL 2º  | FRA 9º  | GBR 8º  | ALE 11º1 | ITA 8º  | CAN Ret | EUA Ret | MEX Ret |        |         | 15     | 9º       |
| 1968 | Rob Walker Jack Durlacher Racing Team | Cooper T81   | Maserati 9/F1 V12    | F     | AFS 7º  |         |         |         |         |         |          |         |         |         |         |        |         | 12     | 7º       |
| 1968 | Rob Walker Jack Durlacher Racing Team | Lotus 49     | Ford Cosworth DFV V8 | F     |         | ESP Ret | MON Ret | BEL 7º  | HOL Ret | FRA 11º |          |         |         |         |         |        |         | 12     | 7º       |
| 1968 | Rob Walker Jack Durlacher Racing Team | Lotus 49B    | Ford Cosworth DFV V8 | F     |         |         |         |         |         |         | GBR 1º   | ALE Ret | ITA Ret | CAN Ret | EUA 5º  | MEX 6º |         | 12     | 7º       |
| 1967 | Rob Walker Jack Durlacher Racing Team | Cooper T81   | Maserati 9/F1 V12    | F     | AFS Ret | MON Ret | HOL 10º | BEL 7º  | FRA 4º  | GBR Ret | ALE Ret  | CAN DNS | ITA Ret | EUA 4º  | MEX 12º |        |         | 6      | 12º      |
| 1966 | Rob Walker Racing Team                | Brabham BT11 | BRM P60 V8           | D     | MON Ret |         |         |         |         | ALE     |          |         |         |         |         |        |         | 3      | 15º      |
| 1966 | Rob Walker Racing Team                | Cooper 81    | Maserati 9/F1 V12    | D     |         | BEL Ret | FRA Ret | GBR NC  | HOL Ret | ALE     | ITA Ret  | EUA 4º  | MEX Ret |         |         |        |         | 3      | 15º      |
| 1965 | Rob Walker Racing Team                | Brabham BT11 | BRM P56 V8           | D     | AFS 7º  | MON 6º  | BEL 8º  | FRA 6º  | GBR 9º  | HOL 13º | ALE Ret  | ITA Ret | EUA 11º | MEX 4º  |         |        |         | 5      | 12º      |
| 1964 | Siffert Racing Team                   | Lotus 24     | BRM P56 V8           | D     | MON 8º  |         |         |         |         |         |          |         |         |         |         |        |         | 7      | 10º      |
| 1964 | Siffert Racing Team                   | Brabham BT11 | BRM P56 V8           | D     |         | HOL 13º | BEL Ret | FRA Ret | GBR 11º | ALE 4º  | AUT Ret  | ITA 7º  |         |         |         |        |         | 7      | 10º      |
| 1964 | Rob Walker Racing Team                | Brabham BT11 | BRM P56 V8           | D     |         |         |         |         |         |         |          |         | EUA 3º  | MEX Ret |         |        |         | 7      | 10º      |
| 1963 | Siffert Racing Team                   | Lotus 24     | BRM P56 V8           | D     | MON Ret | BEL Ret | HOL 7º  | FRA 6º  | GBR Ret | ALE 9º  | ITA Ret  | EUA Ret | MEX 9º  |         |         |        |         | 1      | 15º      |
| 1962 | Ecurie Nationale Suisse               | Lotus 21     | Climax FPF L4        | D     | HOL     | MON NQ  |         | GBR     |         |         |          | EUA     | AFS     |         |         |        |         | 0      | NC (27º) |
| 1962 | Ecurie Filipinetti                    | Lotus 21     | Climax FPF L4        | D     | HOL     |         | BEL 10º | GBR     |         | ALE 12º |          | EUA     | AFS     |         |         |        |         | 0      | NC (27º) |
| 1962 | Ecurie Filipinetti                    | Lotus 24     | BRM P56 V8           | D     | HOL     |         |         | GBR     | FRA Ret |         | ITA NQ   | EUA     | AFS     |         |         |        |         | 0      | NC (27º) |

↑1  Os seis pilotos que terminaram do 5º ao 10º lugar não teve direito aos pontos, pois pilotavam carros de Fórmula 2. Com a exclusão deles, Siffert que terminou em 11º, vai para o 5º lugar marcando 2 pontos.